# Roussoella serrulata
Roussoella serrulata är en svampart som först beskrevs av Ellis & G. Martin, och fick sitt nu gällande namn av K.D. Hyde & Aptroot 1995. Roussoella serrulata ingår i släktet Roussoella och familjen Didymosphaeriaceae.   Inga underarter finns listade i Catalogue of Life.